# Othe
Pour les articles homonymes, voir Othe (homonymie).
Othe est une commune française située dans le département de Meurthe-et-Moselle, en région Grand Est.

## Géographie
Proche de la frontière franco-belge, Othe présente la particularité d'être enclavée dans le département de la Meuse. Elle est bordée au sud-ouest par l’Othain, un affluent de la Chiers.
| Bazeilles-sur-Othain (Meuse) |                   | Velosnes (Meuse) |
|                              | Othe              |                  |
|                              | Flassigny (Meuse) |                  |

### Hydrographie

#### Réseau hydrographique
La commune est dans le bassin versant de la Meuse au sein du bassin Rhin-Meuse. Elle est drainée par l'Othain,.
L'Othain, d'une longueur de 67 km, prend sa source dans la commune de Gondrecourt-Aix et se jette  dans la Chiers à Montmédy, après avoir traversé 25 communes. Les caractéristiques hydrologiques de l'Othain sont données par la station hydrologique située sur la commune. Le débit moyen mensuel est de 2,69 m3/s. Le débit moyen journalier maximum est de 56,5 m3/s, atteint lors de la crue du 21 mars 2002. Le débit instantané maximal est quant à lui de 68,1 m3/s, atteint le même jour.

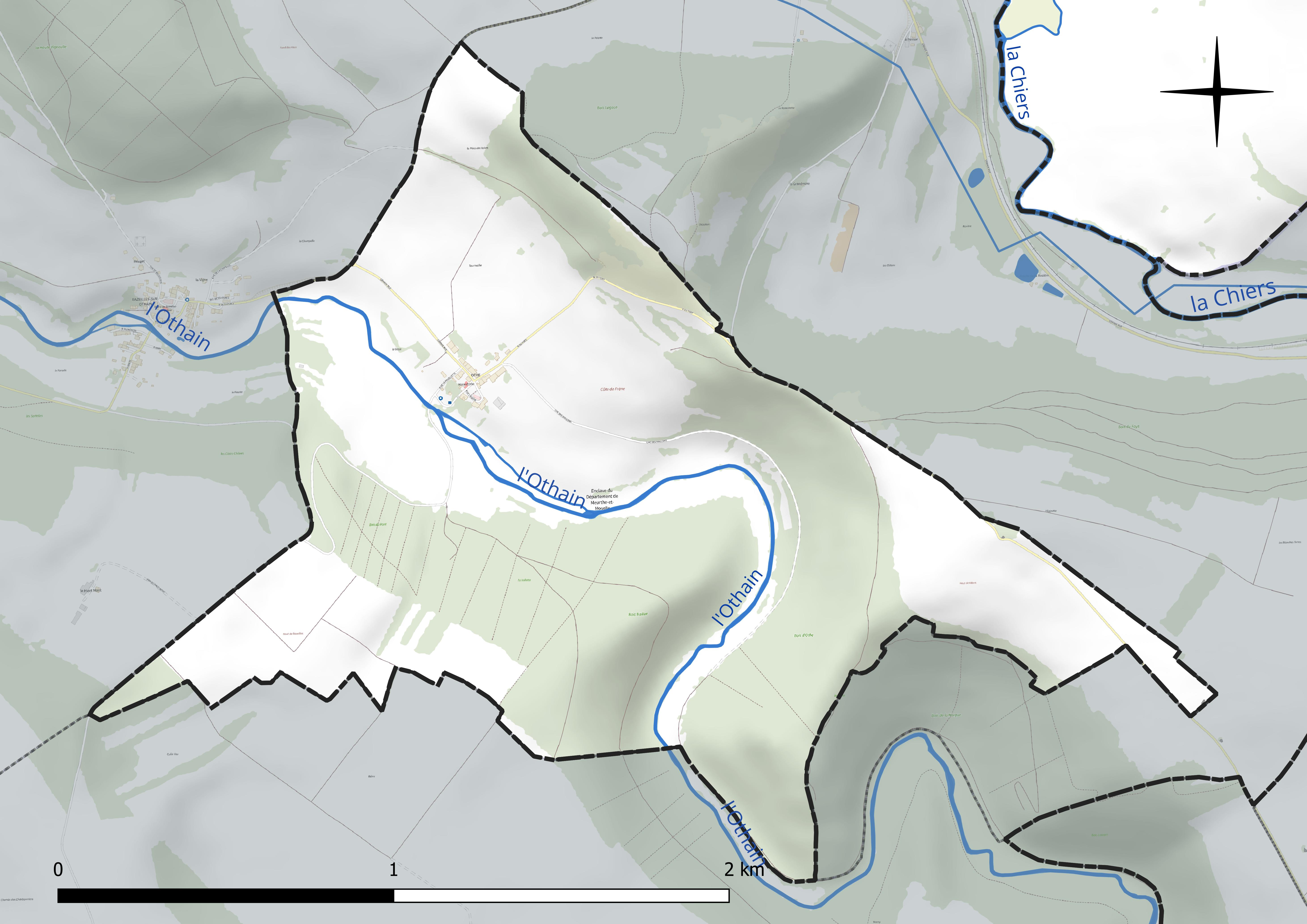
Réseau hydrographique d'Othe.

#### Gestion et qualité des eaux
Le territoire communal est couvert par le schéma d'aménagement et de gestion des eaux (SAGE) « Bassin ferrifère ». Ce document de planification concerne le périmètre des anciennes galeries des mines de fer, des aquifères et des bassins versants hydrographiques associés qui s’étend sur 2 418 km2. Les bassins versants concernés sont celui de la Chiers en amont de la confluence avec l'Othain, et ses affluents (la Crusnes, la Pienne, l'Othain), celui de l'Orne et ses affluents et celui de la Fensch, le Veymerange, la Kiesel et les parties françaises du bassin versant de l'Alzette et de ses affluents (Kaylbach, ruisseau de Volmerange). Il a été approuvé le 27 mars 2015. La structure porteuse de l'élaboration et de la mise en œuvre est la région Grand Est. 
La qualité des cours d’eau peut être consultée sur un site dédié géré par les agences de l’eau et l’Agence française pour la biodiversité. 

### Climat
Pour des articles plus généraux, voir Climat du Grand Est et Climat de Meurthe-et-Moselle.
En 2010, le climat de la commune est de type climat de montagne, selon une étude du Centre national de la recherche scientifique s'appuyant sur une série de données couvrant la période 1971-2000. En 2020, Météo-France publie une typologie des climats de la France métropolitaine dans laquelle la commune est dans une zone de transition entre le climat océanique altéré et le climat océanique altéré et est dans la région climatique  Lorraine, plateau de Langres, Morvan, caractérisée par un hiver rude (1,5 °C), des vents modérés et des brouillards fréquents en automne et hiver. 
Pour la période 1971-2000, la température annuelle moyenne est de 9,8 °C, avec une amplitude thermique annuelle de 16,2 °C. Le cumul annuel moyen de précipitations est de 916 mm, avec 14,4 jours de précipitations en janvier et 9,7 jours en juillet. Pour la période 1991-2020, la température moyenne annuelle observée sur la station météorologique de Météo-France la plus proche, « Villette », sur la commune de Villette à 8 km à vol d'oiseau, est de 10,1 °C et le cumul annuel moyen de précipitations est de 909,4 mm. 
La température maximale relevée sur cette station est de 39 °C, atteinte le 25 juillet 2019 ; la température minimale est de −14,8 °C, atteinte le 20 décembre 2009,,. 
Les paramètres climatiques de la commune ont été estimés pour le milieu du siècle (2041-2070) selon différents scénarios d'émission de gaz à effet de serre à partir des nouvelles projections climatiques de référence DRIAS-2020. Ils sont consultables sur un site dédié publié par Météo-France en novembre 2022.

## Urbanisme

### Typologie
Au 1er janvier 2024, Othe est catégorisée commune rurale à habitat dispersé, selon la nouvelle grille communale de densité à sept niveaux définie par l'Insee en 2022.
Elle est située hors unité urbaine et hors attraction des villes,.

### Occupation des sols
L'occupation des sols de la commune, telle qu'elle ressort de la base de données européenne d’occupation biophysique des sols Corine Land Cover (CLC), est marquée par l'importance des territoires agricoles (52,9 % en 2018), en augmentation par rapport à 1990 (50,9 %). La répartition détaillée en 2018 est la suivante : terres arables (49 %), forêts (44,1 %), zones agricoles hétérogènes (3,9 %), milieux à végétation arbustive et/ou herbacée (3,1 %). L'évolution de l’occupation des sols de la commune et de ses infrastructures peut être observée sur les différentes représentations cartographiques du territoire : la carte de Cassini (XVIIIe siècle), la carte d'état-major (1820-1866) et les cartes ou photos aériennes de l'IGN pour la période actuelle (1950 à aujourd'hui).

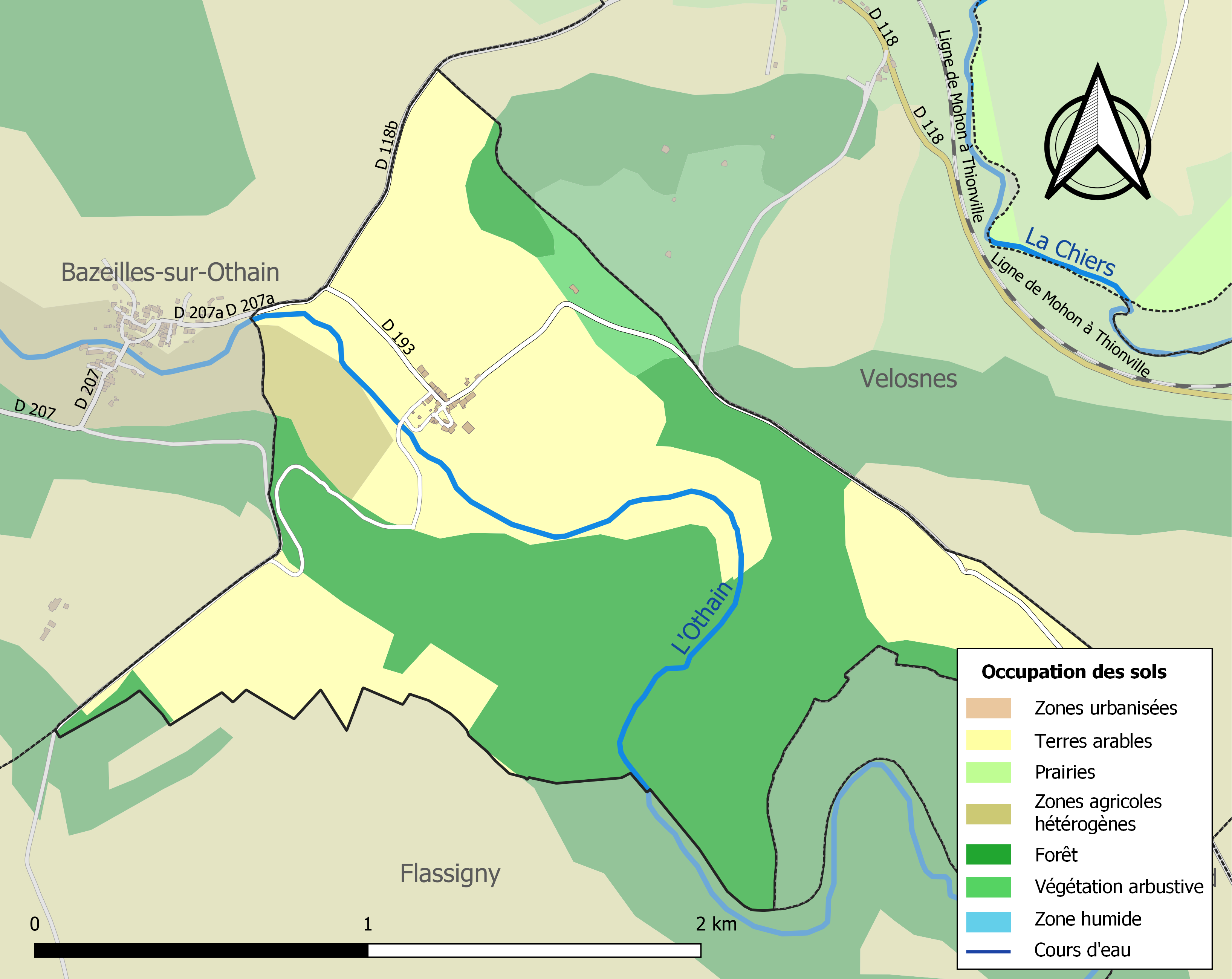
Carte des infrastructures et de l'occupation des sols de la commune en 2018 (CLC).

## Toponymie
Le nom de la localité est attesté sous les formes Othe (1277) ; Otha (xve siècle) ; Oste (1571) ; Wothe (1573) ; Hotte (1666) ; Otz (1680) ; Otte (1689) ; Otium.

Othe : forme adjective du nom de la rivière, l'Othain.

## Histoire
- Village de l'ancienne province du Barrois, rattaché au bailliage de Longuyon[18].
- Ancienne paroisse du diocèse de Trèves (doyenné de Longuyon), qui dépendait de l'abbaye d'Orval[18].

## Politique et administration
| Période                                  | Période   | Identité             | Étiquette | Qualité                            |
| ---------------------------------------- | --------- | -------------------- | --------- | ---------------------------------- |
| Les données manquantes sont à compléter. |           |                      |           |                                    |
|                                          | juin 1995 | René Mauroy          |           |                                    |
| mars 2001                                | mai 2020  | Claude Michel        |           | Retraité d'une entreprise publique |
| mai 2020                                 | En cours  | Bernadette Delattre, |           | Ancienne cadre                     |

## Population et société

### Démographie
L'évolution du nombre d'habitants est connue à travers les recensements de la population effectués dans la commune depuis 1793. Pour les communes de moins de 10 000 habitants, une enquête de recensement portant sur toute la population est réalisée tous les cinq ans, les populations de référence des années intermédiaires étant quant à elles estimées par interpolation ou extrapolation. Pour la commune, le premier recensement exhaustif entrant dans le cadre du nouveau dispositif a été réalisé en 2008.

En 2022, la commune comptait 39 habitants, en évolution de +21,88 % par rapport à 2016 (Meurthe-et-Moselle : −0,13 %, France hors Mayotte : +2,11 %).
| 1793 | 1800 | 1806 | 1821 | 1836 | 1841 | 1861 | 1866 | 1872 |
| ---- | ---- | ---- | ---- | ---- | ---- | ---- | ---- | ---- |
| 117  | 106  | 106  | 111  | 105  | 114  | 111  | 107  | 107  |

| 1876 | 1881 | 1886 | 1891 | 1896 | 1901 | 1906 | 1911 | 1921 |
| ---- | ---- | ---- | ---- | ---- | ---- | ---- | ---- | ---- |
| 100  | 81   | 80   | 82   | 64   | 52   | 54   | 67   | 53   |

| 1926 | 1931 | 1936 | 1946 | 1954 | 1962 | 1968 | 1975 | 1982 |
| ---- | ---- | ---- | ---- | ---- | ---- | ---- | ---- | ---- |
| 43   | 44   | 70   | 26   | 27   | 36   | 29   | 15   | 16   |

| 1990 | 1999 | 2006 | 2008 | 2013 | 2018 | 2022 | - | - |
| ---- | ---- | ---- | ---- | ---- | ---- | ---- | - | - |
| 25   | 32   | 33   | 33   | 30   | 34   | 39   | - | - |

## Culture locale et patrimoine

### Lieux et monuments
- Présence gallo-romaine.
- Ancienne enceinte celtique à la Romanette.
- Ouvrage de Velosnes.
- Église paroissiale Saint-Martin, construite à l'époque romane, dont il subsiste les murs de la nef et la base de la tour construite postérieurement à la nef ; chœur construit au XIIIe siècle ; tour et nef rehaussées au XVIe siècle (?) ; nef repercée au XVIIIe siècle et dallée en 1743, date portée par le dallage près de l'autel latéral droit ; campanile construit en 1893.

### Héraldique, logotype et devise
| Blason de Othe | Blason  | De gueules à la crosse épiscopale d'or accostée, en chef, d'un épi de blé feuillé du même et, en pointe, d'une épée renversée d'argent garnie aussi d'or, le tout posé en barre, à la bande de sinople chargée de trois feuilles de chêne parties d'argent et d'or à plomb, brochant sur le tout. |
| Blason de Othe | Détails | La crosse rappelle le pouvoir spirituel de l'évêque, l'épée, le pouvoir temporel des seigneurs et le blé l'agriculture du lieu. La bande verte, chargée de feuilles de chêne évoque la prairie bordant l'Othain et la forêt. Le statut officiel du blason reste à déterminer.                     |